# Distribució t no central
En Teoria de la probabilitat i Estadística, la distribució t no central generalitza la distribució t de Student mitjançant un paràmetre de no centralitat. Mentre que en un contrast d'hipòtesis d'igualtat de mitjanes en una població normal, la distribució t de Student descriu com es distribueix l'estadístic de contrast quan la hipòtesi nul.la es certa (igualtat de mitjanes), la distribució t no central ho fa quan la hipòtesi nul.la és falsa; llavors, és especialment important en el càlcul de la potència estadística d'un contrast.
També s'utilitza en la modelització robusta de dades.

## Definicions
Sigui {\displaystyle Z} una variable aleatòria normal estàndard {\displaystyle {\mathcal {N}}(0,1)} i {\displaystyle V\sim \chi _{\nu }^{2}} una variable aleatòria amb distribució khi quadrat amb {\displaystyle \nu >0} graus de llibertat que és independent de {\displaystyle Z}. Es diu que la variable aleatòria 
{\displaystyle T={\frac {Z+\mu }{\sqrt {V/\nu }}}}
té una distribució t no central amb {\displaystyle \nu >0} graus de llibertat i paràmetre de no centralitat {\displaystyle \mu \in \mathbb {R} } ; s'escriu {\displaystyle T\sim t_{\nu }(\mu )}. Quan {\displaystyle \mu =0} es té una distribució {\displaystyle t} de Student ordinària {\displaystyle t_{\nu }}. Tingueu en compte que el paràmetre de no centralitat pot ser negatiu.
Comentari sobre els graus de llibertat no enters. El cas habitual d'aquesta distribució és quan el nombre de graus de llibertat {\displaystyle \nu } és un nombre natural, però tant des del punt de vista de les aplicacions com de la teoria, és convenient disposar d'aquesta distribució que pugui tenir qualsevol nombre estrictament positiu de graus de llibertat, {\displaystyle \nu >0}. Això pot fer-ser gràcies a que una distribució khi quadrat està ben definida en aquesta situació.

## Funció de densitat
La funció de densitat de la distribució t no central no té una expressió senzilla i en veurem diverses formulacions que surten a la literatura. Sigui {\displaystyle T\sim t_{\nu }(\mu )}.

Expressió integral {\displaystyle f(t)={\frac {\nu ^{\nu /2}\,e^{-{\frac {\mu ^{2}\nu }{2(\nu +t^{2})}}}}{{\sqrt {\pi }}\,2^{\frac {\nu -1}{2}}\,\Gamma ({\frac {\nu }{2}})\,(\nu +t^{2})^{\frac {\nu +1}{2}}}}\int _{0}^{\infty }z^{\nu }e^{-{\frac {1}{2}}{\Big (}z-{\frac {t\mu }{\sqrt {\nu +t^{2}}}}{\Big )}^{2}}\,dz,\quad t\in \mathbb {R} .\qquad \qquad (1)}Cal notar que quan {\displaystyle \nu } és un nombre natural, aquesta fórmula es pot escriure en termes de la funció {\displaystyle Hh}: {\displaystyle f(t)={\frac {\nu ^{\nu /2}\,\nu !\,e^{-{\frac {\mu ^{2}\nu }{2(\nu +t^{2})}}}}{{\sqrt {\pi }}\,2^{\frac {\nu -1}{2}}\,\Gamma ({\frac {\nu }{2}})\,(\nu +t^{2})^{\frac {\nu +1}{2}}}}\,Hh_{\nu }{\Big (}-{\frac {t\mu }{\sqrt {\nu +t^{2}}}}{\Big )},\quad t\in \mathbb {R} ,}on {\displaystyle Hh_{n}(x)={\frac {1}{n!}}\int _{0}^{\infty }z^{n}e^{-{\frac {1}{2}}(z+x)^{2}}\,dz={\frac {1}{n!}}\int _{x}^{\infty }(u-x)^{n}e^{-{\frac {1}{2}}u^{2}}\,du.}Per a la funció {\displaystyle Hh} vegeu, per exemple, Jeffreys and Jeffreys.

Expressió en sèrie {\displaystyle f(t)={\frac {\nu ^{\nu /2}\,e^{-\mu ^{2}/2}}{{\sqrt {\pi }}\,\Gamma ({\frac {\nu }{2}})}}\sum _{j=0}^{\infty }{\frac {\mu ^{j}}{j!}}\,2^{j/2}\Gamma (\nu +j+1){\frac {t^{j}}{(t^{2}+\nu )^{\frac {\nu +j+1}{2}}}},\quad t\in \mathbb {R} .\qquad \qquad (2)}

 Expressió en termes de funcions especials
Utlitizant la funció cilíndrica parabòlica {\displaystyle U}, tenim{\displaystyle f(t)={\frac {{\sqrt {2}}{\big (}{\frac {\nu }{2}}{\big )}^{\frac {\nu }{2}}\,\Gamma (\nu +1)}{{\sqrt {\pi }}\,\Gamma ({\frac {\nu }{2}})}}{\frac {e^{-{\frac {\mu ^{2}}{4(\nu +t^{2})}}(2\nu +t^{2})}}{(\nu +t^{2})^{\frac {\nu +1}{2}}}}\,U{\Big (}\nu +{\frac {1}{2}},-{\frac {t\mu }{\sqrt {\nu +t^{2}}}}{\Big )},\quad t\in \mathbb {R} .\qquad \qquad (3)}Mitjançant la funció hipergeomètrica confluent {\displaystyle _{1}\!F_{1}(a;b;z)} , també denotada per {\displaystyle M(a,b,z)}, tenim {\displaystyle f(t)=\underbrace {{\frac {\Gamma ({\frac {\nu +1}{2}})}{{\sqrt {\nu \pi }}\,\Gamma ({\frac {\nu }{2}})}}\left(1+{\frac {t^{2}}{\nu }}\right)^{-{\tfrac {\nu +1}{2}}}} _{{\text{densitat de la }}t{\text{ de Student ordinaria}}}e^{-\mu ^{2}/2}{\Big \{}A_{\nu }(t,\mu )+B_{\nu }(t,\mu ){\Big \}},\qquad \qquad (4)}on {\displaystyle {\begin{aligned}A_{\nu }(t,\mu )&={_{1}\!F}_{1}\left({\frac {\nu +1}{2}}\,;\,{\frac {1}{2}}\,;\,{\frac {\mu ^{2}t^{2}}{2(t^{2}+\nu )}}\right),\\B_{\nu }(t,\mu )&={\frac {{\sqrt {2}}\mu t}{\sqrt {t^{2}+\nu }}}{\frac {\Gamma ({\frac {\nu }{2}}+1)}{\Gamma ({\frac {\nu +1}{2}})}}{_{1}\!F}_{1}\left({\frac {\nu }{2}}+1\,;\,{\frac {3}{2}}\,;\,{\frac {\mu ^{2}t^{2}}{2(t^{2}+\nu )}}\right),\end{aligned}}}
 Expressió en termes de la funció de distribució
El programari estadístic R i altres programes estadístics utilitzen la següent expressió per calcular la funció de densitat:
{\displaystyle f(t)={\begin{cases}{\dfrac {\nu }{t}}\,{\Bigg (}F_{\nu +2,\mu }\left(t{\sqrt {1+{\frac {2}{\nu }}}}\right)-F_{\nu ,\mu }(t){\Bigg )},&{\mbox{si}}\ t\neq 0,\\\\{\dfrac {\Gamma ({\frac {\nu +1}{2}})}{{\sqrt {\pi \nu }}\,\Gamma ({\frac {\nu }{2}})}}\,e^{-\mu ^{2}/2},&{\mbox{si}}\ t=0,\end{cases}}\qquad \qquad (5)}on {\displaystyle F_{\nu ,\mu }} és la funció de distribució de la distribució {\displaystyle t} no central amb {\displaystyle \nu } graus de llibertat i paràmetre de no centralitat {\displaystyle \mu } (vegeu el següent apartat).

## Funció de distribució
La funció de distribució de la distribució t no central amb {\displaystyle \nu } graus de llibertat i el paràmetre de no centralitat {\displaystyle \mu } es pot expressar com

{\displaystyle F_{\nu ,\mu }(x)={\begin{cases}{\widetilde {F}}_{\nu ,\mu }(x),&{\mbox{si }}x\geq 0,\\\\1-{\widetilde {F}}_{\nu ,-\mu }(-x),&{\mbox{si }}x<0,\end{cases}}\qquad \qquad (6)}on
{\displaystyle {\widetilde {F}}_{\nu ,\mu }(x)=\Phi (-\mu )+{\frac {1}{2}}\sum _{j=0}^{\infty }{\bigg (}p_{j}I_{y}{\Big (}j+{\frac {1}{2}},{\frac {\nu }{2}}{\Big )}+q_{j}I_{y}{\Big (}j+1,{\frac {\nu }{2}}{\Big )}{\bigg )},\qquad \qquad (7)}
{\displaystyle I_{y}\,\!(a,b)} és la funció beta incompleta regularitzada,
{\displaystyle y={\frac {x^{2}}{x^{2}+\nu }},\quad p_{j}={\frac {1}{j!}}\,{\bigg (}{\frac {\mu ^{2}}{2}}{\bigg )}^{j}\,e^{-\mu ^{2}/2}\quad {\text{i}}\quad q_{j}={\frac {\mu }{{\sqrt {2}}\,\Gamma (j+{\frac {3}{2}})}}\,{\bigg (}{\frac {\mu ^{2}}{2}}{\bigg )}^{j}\,e^{-\mu ^{2}/2},}
i {\displaystyle \Phi } és la funció de distribució de la distribució normal estàndard. Cal notar que {\displaystyle {\widetilde {F}}_{\nu ,\mu }(x)} només depèn de {\displaystyle x^{2}}i per tant en (6), per a {\displaystyle x<0} és indistint posar {\displaystyle {\widetilde {F}}_{\nu ,-\mu }(-x)} o {\displaystyle {\widetilde {F}}_{\nu ,-\mu }(x)}.

## Moments
El moment d'ordre {\displaystyle k} d'una distribució {\displaystyle t} no central és
{\displaystyle {\mbox{E}}\left[T^{k}\right]={\begin{cases}{\Big (}{\dfrac {\nu }{2}}{\Big )}^{\frac {k}{2}}\,{\dfrac {\Gamma {\big (}{\frac {\nu -k}{2}}{\big )}}{\Gamma {\big (}{\frac {\nu }{2}}{\big )}}}\,e^{-\mu ^{2}/2}{\dfrac {d^{k}e^{\mu ^{2}/2}}{d\mu ^{k}}},&{\mbox{si }}k<\nu ,\\\\{\mbox{no existeix}},&{\mbox{si }}k\geq \nu ,\end{cases}}}
on {\displaystyle d^{k}e^{\mu ^{2}/2}/d\mu ^{k}} designa la derivada d'ordre k -èssim de la funció {\displaystyle e^{\mu ^{2}/2}} .
En particular, la mitjana i la variància són 
{\displaystyle {\begin{aligned}{\mbox{E}}[T]&={\begin{cases}\mu \,{\sqrt {\dfrac {\nu }{2}}}\,{\dfrac {\Gamma {\Big (}{\frac {\nu -1}{2}}{\Big )}}{\Gamma {\Big (}{\frac {\nu }{2}}{\Big )}}},&{\mbox{si }}\nu >1,\\\\{\mbox{no existeix}},&{\mbox{si }}\nu \leq 1,\\\end{cases}}\\\\{\mbox{Var}}(T)&={\begin{cases}{\dfrac {\nu (1+\mu ^{2})}{\nu -2}}-{\dfrac {\mu ^{2}\nu }{2}}\left({\dfrac {\Gamma {\Big (}{\frac {\nu -1}{2}}{\Big )}}{\Gamma {\Big (}{\frac {\nu }{2}}{\Big )}}}\right)^{2},&{\mbox{si }}\nu >2,\\\\{\mbox{no existeix}},&{\mbox{si }}\nu \leq 2.\\\end{cases}}\end{aligned}}}

## Aplicació al càlcul de la potència del contrasttde Student
Vegeu Johnson and Welch. Sigui {\displaystyle X_{1},\dots ,X_{n}} una mostra d'una població normal {\displaystyle {\mathcal {N}}(\mu ,\sigma ^{2})}, és a dir, les variables aleatòries {\displaystyle X_{1},\dots ,X_{n}} són independents i totes tenen distribució {\displaystyle {\mathcal {N}}(\mu ,\sigma ^{2})}. Fixem un número {\displaystyle \mu _{0}\in \mathbb {R} }. Volem contrastar {\displaystyle H_{0}:\ \mu =\mu _{0}\qquad {\text{contra}}\quad H_{1}:\ \mu >\mu _{0}.}En el contrast de Student, l'estadístic de contrast és {\displaystyle T={\frac {{\overline {X}}-\mu _{0}}{S/{\sqrt {n}}}},}on {\displaystyle {\overline {X}}} la mitjana mostral {\displaystyle {\overline {X}}={\frac {1}{n}}\sum _{i=1}^{n}X_{i}.}i {\displaystyle S^{2}}és la variància mostral (modificada){\displaystyle S^{2}={\frac {1}{n-1}}\sum _{i=1}^{n}{\big (}X_{i}-{\overline {X}}{\big )}^{2}.}Aleshores, sota la hipòtesi nul.la {\displaystyle H_{0}}, {\displaystyle T\sim t_{n-1}} (vegeu la distribució {\displaystyle t} de Student). Fixat un nivell de significació {\displaystyle \alpha \in (0,1)} (habitualment {\displaystyle \alpha =0'05} 0 {\displaystyle 0'01}, per determinar la regió crítica calculem el valor {\displaystyle c_{\alpha }} tal que {\displaystyle P(W>c_{\alpha })=\alpha ,}on {\displaystyle W\sim t_{n-1}}. Llavors, rebutgem {\displaystyle H_{0}} si {\displaystyle T>c_{\alpha }}.
Donat un valor {\displaystyle \mu _{1}>\mu _{0}}(per tant, de la hipòtesi alternativa), podem calcular la potència del test, és a dir, la probabilitat de rebutjat la hipòtesi nul.la quan és falsa) en aquest punt de la següent manera: escrivim {\displaystyle T={\frac {{\overline {X}}-\mu _{0}}{S/{\sqrt {n}}}}={\frac {{\frac {{\overline {X}}-\mu _{1}}{\sigma /{\sqrt {n}}}}+{\frac {\mu _{1}-\mu _{0}}{\sigma /{\sqrt {n}}}}}{S/\sigma }}.}En l'expressió de la dreta, 
1. Si suposem {\displaystyle \mu =\mu _{1}}, llavors {\displaystyle ({\overline {X}}-\mu _{1})/(\sigma /{\sqrt {n}})\sim {\mathcal {N}}(0,1)} .
2. Tenim que {\displaystyle {\frac {S^{2}}{\sigma ^{2}}}={\frac {(n-1)S^{2}}{(n-1)\sigma ^{2}}}={\frac {{\frac {1}{\sigma ^{2}}}\sum _{i=1}^{n}(X_{i}-{\overline {X}})}{n-1}},}i per tant {\displaystyle S^{2}/\sigma ^{2}} és una variable aleatòria amb una distribució {\displaystyle \chi _{n-1}^{2}} (vegeu l'article sobre la distribució khi quadrat) dividida pels seus graus de llibertat.
3. Les variables aleatòries dels punts 1 i 2 són independents (vegeu l'article sobre la distribució khi quadrat) .

En conseqüència, si {\displaystyle \mu =\mu _{1}}, {\displaystyle T\sim t_{n-1}{\bigg (}{\frac {\mu _{1}-\mu _{0}}{\sigma /{\sqrt {n}}}}{\bigg )}}. Llavors, la potència del test en el punt {\displaystyle \mu _{1}} serà {\displaystyle P(T>c_{\alpha }\,\vert \mu =\mu _{1})=1-F_{n-1,{\frac {\mu _{1}-\mu _{0}}{\sigma /{\sqrt {n}}}}}(c_{\alpha }).}

### Ús en intervals de tolerància
Els intervals de tolerància normals unilaterals tenen una solució exacta en termes de la mitjana mostral i la variància mostral basada en la distribució t no central. Això permet calcular un interval estadístic dins del qual, amb un cert nivell de confiança, es troba una proporció especificada d'una població mostrada.